# Die goldenen Jungs
Die goldenen Jungs (Alternativtitel auf Video: City Slickers 2; Alternativtitel im Fernsehen: City Slickers II – Die goldenen Jungs; Originaltitel: City Slickers II: The Legend of Curly’s Gold) ist eine US-amerikanische Abenteuerkomödie aus dem Jahr 1994 und eine Fortsetzung der Abenteuerkomödie City Slickers – Die Großstadt-Helden aus dem Jahr 1991. Regie führte Paul Weiland, das Drehbuch schrieben Billy Crystal, Lowell Ganz und Babaloo Mandel.

## Handlung
Mitch Robbins wird 40 Jahre alt und trifft seinen Bruder Glen, der in der Familie als Außenseiter gilt. Mitch findet eine Karte, die von dem im ersten Film verstorbenen Curly Washburn gezeichnet wurde und den Ort zeigt, an dem dessen Vater im Jahr 1908 einen Goldschatz versteckt haben sollte. Mitch, Glen und der im ersten Film ebenfalls auftretende Phil Berquist begeben sich auf die Suche nach dem Schatz.
Die drei Freunde kaufen Pferde und Lebensmittel bei zwei Männern, wobei Berquist die Existenz der Karte und des Schatzes verrät. Die zwei Männer versuchen später, die Karte zu stehlen. Sie werden von Duke Washburn, dem Zwillingsbruder von Curly, überwältigt. Die Schatzsucher finden das Gold in einer Höhle und werden erneut angegriffen. Es stellt sich heraus, dass die Karte zu einem Abenteuerspiel gehört, die Räuber den Überfall nur vortäuschen und das Gold nicht echt ist.
Die zwei Brüder und Berquist reisen nach Las Vegas, wo sie in einem Hotel wohnen. Sie werden von Washburn besucht, der sagt, dass Aufrichtigkeit die wichtigste Sache sei. Dann offenbart er, dass die Karte seines Bruders unvollständig war und legt ein Stück Gold auf den Tisch. Der Film endet damit, dass Washburn und Mitch eine neue Schatzbergung planen und gemeinsam komm und hol mich rufen.

## Kritiken
James Berardinelli schrieb auf ReelViews, der Film sei ein Symptom der Krankheit „Sequelitis“, die darin bestehe, unnötige Fortsetzungen zu produzieren. Er enttäusche und sei nicht besonders komisch; außerdem versammle er zahlreiche schlechte Klischees. Es gebe keine Tiefgründigkeit, die Charaktere seien Karikaturen.
Das Lexikon des internationalen Films schrieb: „Langweilig inszenierte Fortsetzung einer Erfolgskomödie, die den dünnen Witz des ersten Teils noch unterbietet und auch vor diskriminierenden Zoten nicht zurückschreckt. Banal in der Handlung, mit unerträglich platten Dialogen.“

## Auszeichnungen
Billy Crystal wurde im Jahr 1995 als Produzent für die Goldene Himbeere in der Kategorie Schlechteste Neuverfilmung oder Fortsetzung nominiert.

## Hintergründe
Der Film wurde in Las Vegas, in Los Angeles, in New York City und in verschiedenen Orten in Utah gedreht. Er spielte in den Kinos der USA ca. 43,5 Millionen US-Dollar ein.